# Dolors Miralles i Valls
Dolors Miralles i Valls (Sabadell, 15 de juliol de 1889 - 5 de gener de 1981) fou una pedagoga i promotora dels drets laborals de la dona.

## Biografia
Va ser la primera alumna del Centre de Dependents, on va estudiar tenidoria de llibres, francès, anglès i taquigrafia i als 21 anys ja era professora del centre. Més endavant, especialitzada en estenografia, es diplomà a Leipzig i va ser membre titulat de l'Institut Estenogràfic de París. El 1920 va ser nomenada professora de mecanografia de l'Institut de Cultura i Biblioteca Popular de la Dona, de Barcelona. Dos anys més tard, en morir el seu pare, es va fer càrrec de l'Acadèmia Miralles. Aleshores començà a organitzar-hi conferències i concerts de piano, visites col·lectives a centres culturals i excursions. El 1923, dins el Centre Excursionista del Vallès, va crear amb un grup d'amigues l'Agrupació Feminista Maria de Bell-lloch, dedicada a l'excursionisme i a diversos actes culturals. El 1926, en incorporar l'ensenyança general, l'Acadèmia Miralles es convertí en la primera escola catalana de Sabadell, que ajudà moltes dones a integrar-se en el món laboral i els obrí l'accés a la cultura del país.
El 29 d'abril de 1998 Sabadell li dedicà una plaça.